# ハインリヒ・フリードリヒ・フォン・デア・プファルツ

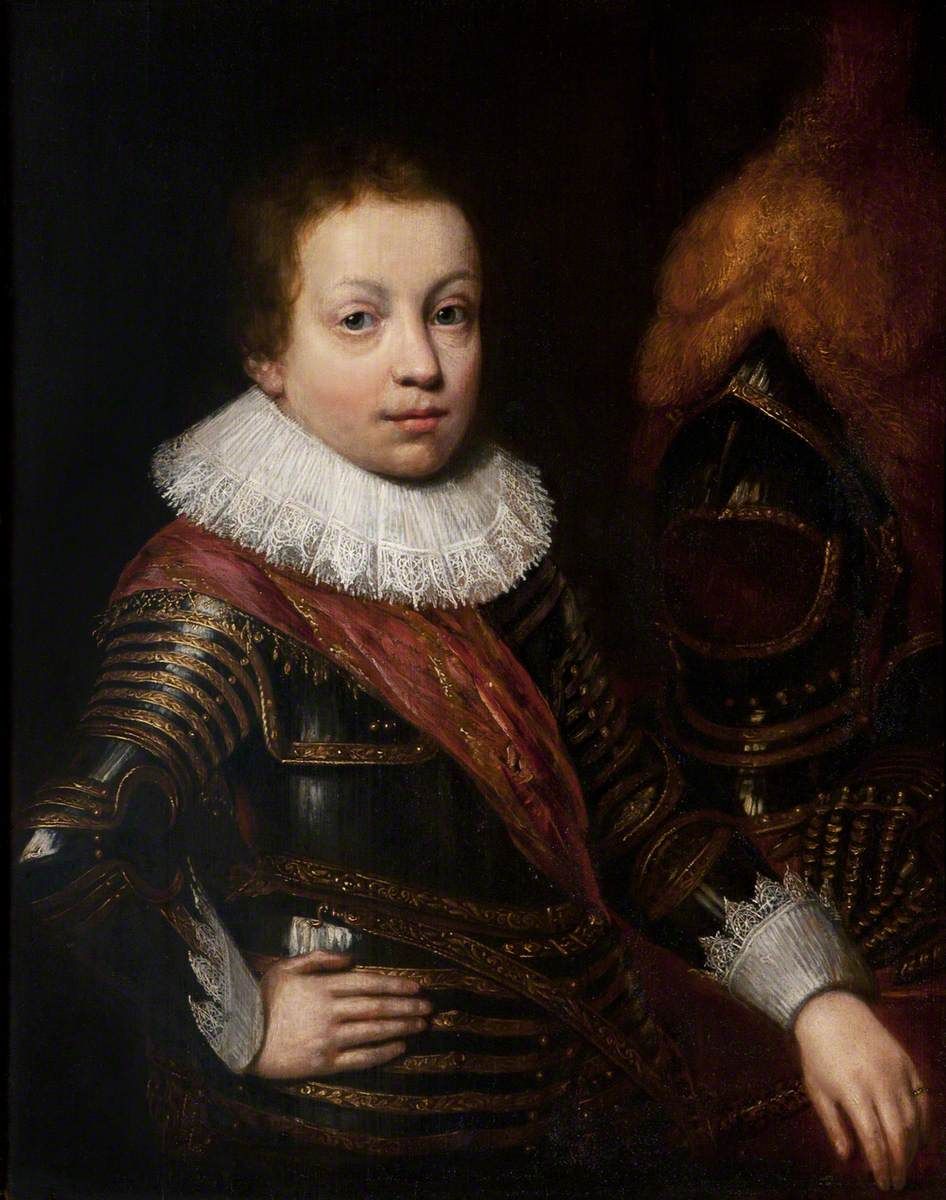
ハインリヒ・フリードリヒ、ヤン・ファン・ラーフェステインによる肖像画、1610年代

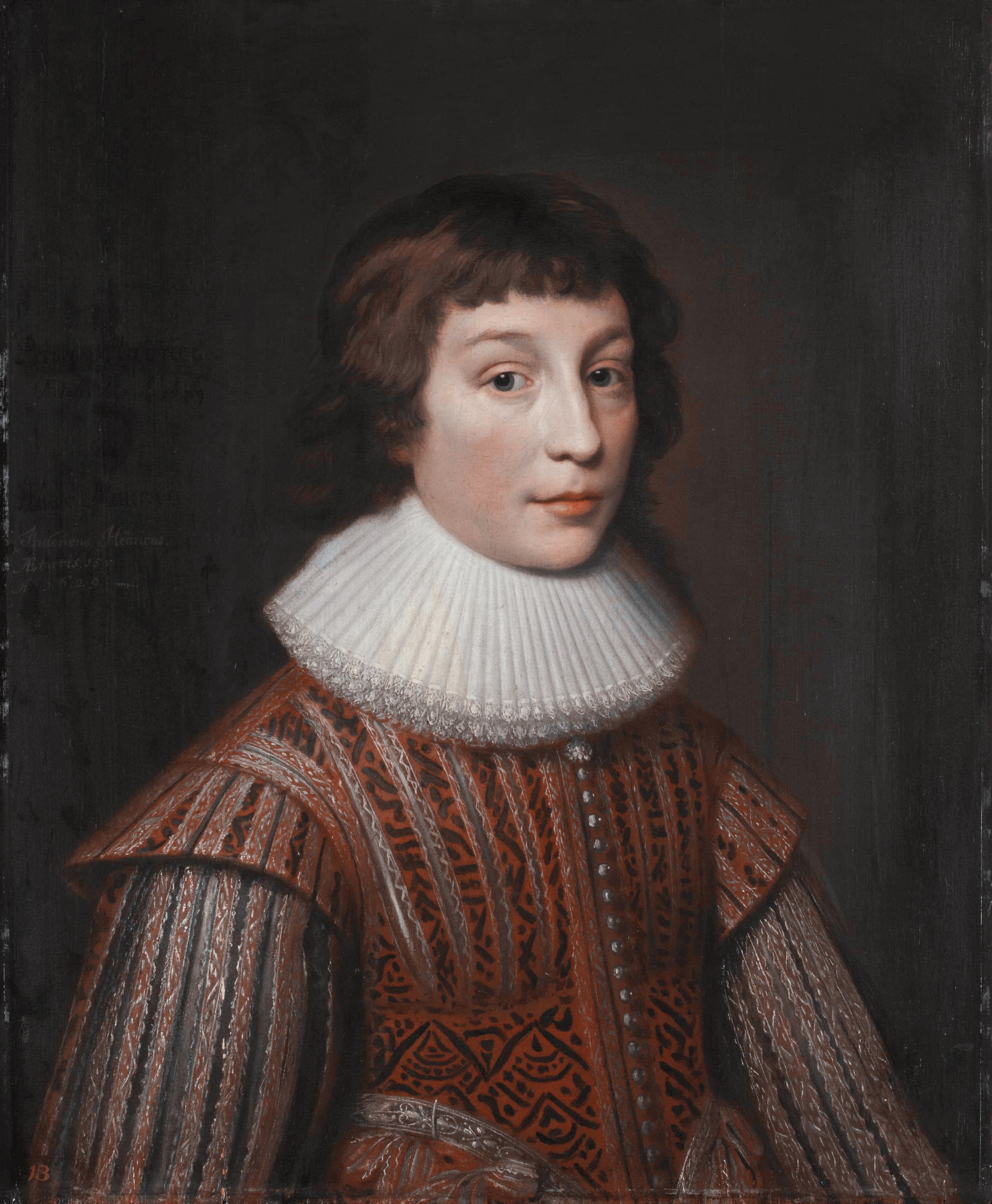
ハインリヒ・フリードリヒ、ミヒール・ファン・ミーレフェルトの追随者による肖像画、1629年

ハインリヒ・フリードリヒ・フォン・デア・プファルツ（Heinrich Friedrich von der Pfalz, 1614年1月1日 ハイデルベルク - 1629年1月7日 アイ湾）は、ドイツのプファルツ＝ジンメルン家の公子。

## 生涯
プファルツ選帝侯フリードリヒ5世とその妻でイングランド王・スコットランド王ジェームズ1世の娘であるエリザベス・ステュアートの間の第1子・長男。ハインリヒを出産してすぐに、母エリザベスは英語で「粉々に（"pieces" ）」という英単語を使って、公子の誕生を記念した祝砲を打つよう命じている。洗礼名は父親、そして1612年に18歳で早世した母の兄ウェールズ公ヘンリー・フレデリックに因んでいる。初孫ハインリヒ誕生の祝いとして、外祖父のジェームズ1世王はエリザベスに年額1万2000クラウンの年金を約束し、2万5000クラウン相当の金貨・純金を一時金として贈った。
1618年、父フリードリヒがボヘミア王に選出されると、ハインリヒはきょうだいの中で唯一人両親に随行してプラハに入城し、1619年12月、2人目の弟ループレヒトが生まれる直前に父のボヘミア王位の後継者に治定された。1620年9月、ハインリヒは4000名の護衛隊に守られてボヘミアを出発し、オーバープファルツ地方を経由してオランダのレーワルデンに至り、親類のナッサウ＝ディーツ伯エルンスト・カシミールに引き取られて保護・養育されることになった。
両親はボヘミアとプファルツの統治権を失うと、オランダのハーグに亡命した。ハインリヒは1621年5月にハーグにいる両親の許に合流し、外祖父ジェームズ1世王に手紙を出している。1623年6月、両親は子供たちに専用の宮廷を与えると決め、ライデンから馬車で3時間ほどの場所にある城館を子供たちに与え、この城はプリンセンホフ（Prinsenhof）と名付けられた。ハインリヒはまたライデン大学に学生として学籍登録した。
三十年戦争を終わらせるために、ハインリヒの両親をふくめ戦争の多くの利害関係者が外交交渉を行っており、プファルツ選帝侯の世子であるハインリヒにも政治同盟あるいは和平を担保する目的で複数の縁談が持ち込まれた。こうした縁談の中には、神聖ローマ皇帝フェルディナント2世の娘でバイエルン選帝侯マクシミリアン1世の姪でもある2人のオーストリア大公女、マリア・アンナとツェツィーリア・レナータの姉妹との縁組の構想も含まれた。
1629年の正月、ハインリヒは父と共に拿捕されたスペイン宝物船を見物しにアムステルダムへ向かった。ハーレマー湖を横断中、父子の乗ったボートは平底荷船と衝突し転覆した。父選帝侯は救助されたがハインリヒは助からず、翌日溺死体となって発見された。遺骸はハーグの聖十字架教会に葬られた。亡命中の選帝侯家の後継者の座はすぐ下の弟カール・ルートヴィヒに移った。

## 引用・脚注
1. ↑  HMC Downshire, vol. 4 (London, 1940), p. 283.
2. ↑  Goldstone, Nancy (2018). Daughters of the Winter Queen : four remarkable sisters, the crown of Bohemia, and the enduring legacy of Mary, Queen of Scots (First ed.). New York, NY. pp. 56. ISBN 978-0-316-38791-0. OCLC 1029552788
3. ↑  Akkerman, Nadine (2021). Elizabeth Stuart, queen of hearts. Oxford. pp. 64. ISBN 978-0-19-164528-0. OCLC 1285494517
4. ↑  Akkerman, Nadine (2021). Elizabeth Stuart, queen of hearts. Oxford. pp. 103. ISBN 978-0-19-164528-0. OCLC 1285494517
5. ↑  Akkerman, Nadine (2021). Elizabeth Stuart, queen of hearts. Oxford. pp. 136–7. ISBN 978-0-19-164528-0. OCLC 1285494517
6. ↑  Akkerman, Nadine (2021). Elizabeth Stuart, queen of hearts. Oxford. pp. 142–3. ISBN 978-0-19-164528-0. OCLC 1285494517
7. ↑  HMC 3rd Report, Rev Hopkinson (London, 1872), p. 265.
8. ↑  Akkerman, Nadine (2021). Elizabeth Stuart, queen of hearts. Oxford. pp. 188–9. ISBN 978-0-19-164528-0. OCLC 1285494517
9. ↑  Goldstone, Nancy (2018). Daughters of the Winter Queen : four remarkable sisters, the crown of Bohemia, and the enduring legacy of Mary, Queen of Scots (First ed.). New York, NY. pp. 113. ISBN 978-0-316-38791-0. OCLC 1029552788
10. ↑  Akkerman, Nadine (2021). Elizabeth Stuart, queen of hearts. Oxford. pp. 184–5, 199–202. ISBN 978-0-19-164528-0. OCLC 1285494517
11. ↑  Goldstone, Nancy (2018). Daughters of the Winter Queen : four remarkable sisters, the crown of Bohemia, and the enduring legacy of Mary, Queen of Scots (First ed.). New York, NY. pp. 119. ISBN 978-0-316-38791-0. OCLC 1029552788
12. ↑  Akkerman, Nadine (2021). Elizabeth Stuart, queen of hearts. Oxford. pp. 252–3. ISBN 978-0-19-164528-0. OCLC 1285494517